# Рада економічної взаємодопомоги
Ра́да економі́чної взаємодопомо́ги (РЕВ) — міжурядова організація соціалістичних країн, створена для економічної інтеграції та взаємодопомоги.
Існувала у 1949-1991.

## Члени
- Народна Соціалістична Республіка Албанія (припинила участь у роботі РЕВ у 1961)
- Народна Республіка Болгарія
- Угорська Народна Республіка
- Соціалістична Республіка В'єтнам
- Німецька Демократична Республіка (до 1990 року)
- Республіка Куба
- Монгольська Народна Республіка
- Польська Народна Республіка
- Соціалістична Республіка Румунія
- СРСР
- Чехословацька Соціалістична Республіка.

Частково співпрацювала Соціалістична Федеративна Республіка Югославія.

## Структура
Секретаріат знаходився у Москві.
За статутом кожен член мав право не погоджуватися з ухвалами решти членів.
Торгівля поміж членами РЕВ регулювалася двосторонніми договорами.

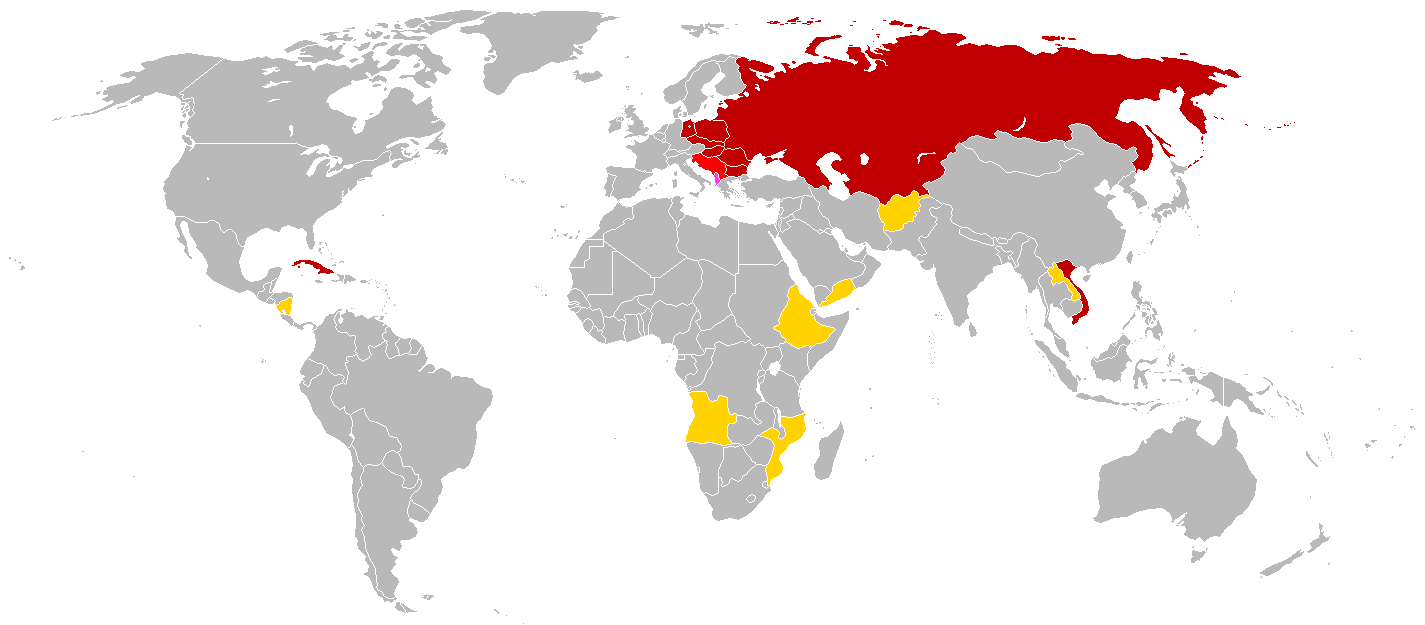
Карта держав членів РЕВ станом на листопад 1986.
Key:
члени РЕВ
члени РЕВ, фактично вийшли з Ради (Народна Соціалістична Республіка Албанія)
асоційований член (Соціалістична Федеративна Республіка Югославія)
спостерігачі

РЕВ ще не мав спільної валюти й однакових цін.
Внутрішні економічні плани членів РЕВ координувалися, існував обмін науково-технічною інформацією, від 1971 року — спільний інвестиційний банк.
Близько ⅓ всієї зовнішньої торгівлі УРСР (включаючи й торгівлю з рештою СРСР) припадало на країни РЕВ поза СРСР, причому експорт України до цих країн (здебільшого до НДР, Чехословацької Соціалістичної Республіки й Польської Народної Республіки) перевищував імпорт у 1965 р. на 42,5 %.
Україна була також головним ринком збуту країн РЕВ до СРСР. Чехо-Словаччина вкладала свої капітали у розбудову Криворізьких рудень, а Болгарія робила інвестиції для розбудови заводу «Азовсталь».